# Jagodninskij rajon
Il distretto di Jagodnoe (in russo Ягоднинский район?) è un rajon della Russia con capoluogo Jagodnoe.

## Centri abitati
- Jagodnoe
- Burchala
- Debin
- Orotukan
- Sinegor'e